# Olof Lagercrantz
Olof Gustav Hugo Lagercrantz, född 10 mars 1911 i Hedvig Eleonora församling, Stockholm, död 23 juli 2002 i Lovö församling, Ekerö kommun, Stockholms län, var en svensk lyriker, litteraturvetare och publicist. Som chefredaktör för Dagens Nyheter åren 1960–1975 med huvudansvar för kulturen kom han att ha en nyckelroll i den radikalisering  av det svenska kulturlivet som skedde under denna tid.

## Biografi
Olof Lagercrantz var son till bankdirektören Carl Lagercrantz och grevinnan Agnes Hamilton (släkten Hamilton), som var dotter till politikern och författaren Hugo Hamilton, vars morfar var Erik Gustaf Geijer. Uppväxttiden, i Falköping, förmörkades av moderns depressionssjukdom och senare även av en systers självmord. Olof Lagercrantz var bror till Ebba Lönnroth, författaren Lis Asklund och professorn i medicin Rutger Lagercrantz, halvbror till Arvid Lagercrantz samt morbror till Lars Lönnroth och Johan Lönnroth. Han var även släkt med författaren Agnes von Krusenstjerna.
Han gifte sig 31 december 1939 med Martina Ruin (född 3 maj 1921 i Helsingfors, död 15 oktober 2019 i Stockholm), sedermera bibliotekskontorist, dotter till professor Hans Ruin och Karin Ruin (född Sievers, 1894–1985). De fick fem barn: socionomen Martin Lagercrantz (född 1940), juristen Richard Lagercrantz (född 1942), läkaren Aimée Lagercrantz (född 1947), skådespelaren Marika Lagercrantz (född 1954) och författaren David Lagercrantz (född 1962). 
När vinterkriget utbröt deltog Lagercrantz i opinionsrörelsen för bistånd till Finland. Han skrev tillsammans med Karl-Gustaf Hildebrand skriften Finlands sak är vår, som spriddes i 900 000 exemplar, och fungerade som redaktör för frivilligkårens tidning Den frivillige. Han verkade även för Sveriges anslutning till kriget på finsk sida. Efter Moskvafreden 1940 uttryckte han stark förtvivlan över vad han uppfattade som sitt eget lands svek och hans idealism förbyttes i resignation.
Olof Lagercrantz kom under de följande åren att frilansa som bokrecensent och kulturkritiker på olika dagstidningar och kulturtidskrifter. Han drogs till arbetarlitteraturen, uttryckte leda vid den aristokratiska miljö han vuxit upp med och närde upprorslust mot det borgerliga etablissemanget och allt som var traditionsbundet. Det blev dock på de konservativa tidningarna Nya Dagligt Allehanda och Svenska Dagbladet som han kom att verka. Han medverkade vid Svenska Dagbladet från 1940, först som fristående skribent och recensent samt från 1945–1951 som kulturredaktör. Vid denna tid hade han ännu drag av kulturkonservatism fast han ”bedrev… kulturellt sabotage” genom att lyfta fram modernistiska författare.
Lagercrantz blev filosofie doktor 1951 på en avhandling om författarinnan och släktingen Agnes von Krusenstjerna. Han medverkade i Bonniers Litterära Magasin 1942–1950, var redaktionsmedlem i Samtid och Framtid 1944–1945, var redaktör för Vintergatan 1945–1947 och var föreståndare för Stockholms borgarskaps föreläsningsverksamhet 1949–1951. Han var kulturchef på Dagens Nyheter 1951–1960 varefter han var en av två chefredaktörer 1960–1975, med huvudansvar för kulturen. Olof Lagercrantz är gravsatt i minneslunden på Solna kyrkogård.

## Författare och litteraturkritiker

### Lyrik och tidiga verk
I ungdomen svårt sjuk i lungsot debuterade Lagercrantz som lyriker med Den döda fågeln (1935). I sina första diktsamlingar gav han prov på en finstämd naturlyrik och vek, religiöst färgad känslobikt. I sin enda roman, Trudi, behandlar han en kvinnas frambrytande sinnessjukdom. Motiv från barndomshemmets tragedier ingår också i Dikter från mossen (1943), med vilken författaren framträdde som "en mogen lyriker med ett innehåll som pockade på utlopp, hemlighetsfullt mättade, ångestfyllda upplevelser som ofta skapade skarpt sammansatta dikter, vilka emellertid gjutits i en kristallklar form". Innehållsligt framstår denna som modernistisk med sitt avvisande av moraliserande och värdeomdömen samt en våldsam pessimism. Lågmäld intensitet, klockren klang i stroferna och en fascinerande stämning i en del av hans motiv gav honom en egen position i trettiotalslyriken.
Dagbok (1954), kompletterad i Dikter och dagbok (1955), är subjektivt hållna reflektioner med poetiska och journalistiska kvaliteter. Diktsamlingen Linjer (1962) bryter med den traditionalistiska formen och uttrycker hans desperata känsloläge. Linjer utmynnade i konstaterandet att livets räknestycke inte stämmer utan paradis. Alltså måste vi ha rätt att föreställa oss ett sådant ”i verklighetens hårda värld av sten.” Med Linjer satte Olof Lagercratz definitivt punkt för lyriken. Senare förklarade han att diktandet varit något av en flyktväg: ”Lyriken som det eviga livets bevarare och försvarare blev en frestelse medan samvetet manade mig att ta ställning i det politiska livet.”

### Författarmonografier
Olof Lagercrantz doktorsavhandling/biografi om Agnes von Krusenstjerna (1951) är den första i raden av monografier över stora författare, främst från 1900-talet men ibland även äldre. Biografin över von Krusenstjerna byggde i hög grad på Lagercrantz egen bekantskap med henne, hans tillgång till hennes efterlämnade papper och minnen från en gemensam familjekrets. De senare böckerna om bland andra Stig Dagerman, Dante, Gunnar Ekelöf, August Strindberg och Joseph Conrad pendlar mellan författarbiografi, motivanalyser och fria kritiska essäer, och med sitt öppna tilltal och förmåga att återskapa diktverkens tillkomst och atmosfär har de vunnit en stor publik. 1961 utkom Svenska lyriker som innehåller kortare porträtt av bland andra Viktor Rydberg, Gustaf Fröding, Edith Södergran, Nils Ferlin, Harry Martinson och Karin Boye.

## Publicist och kulturpersonlighet

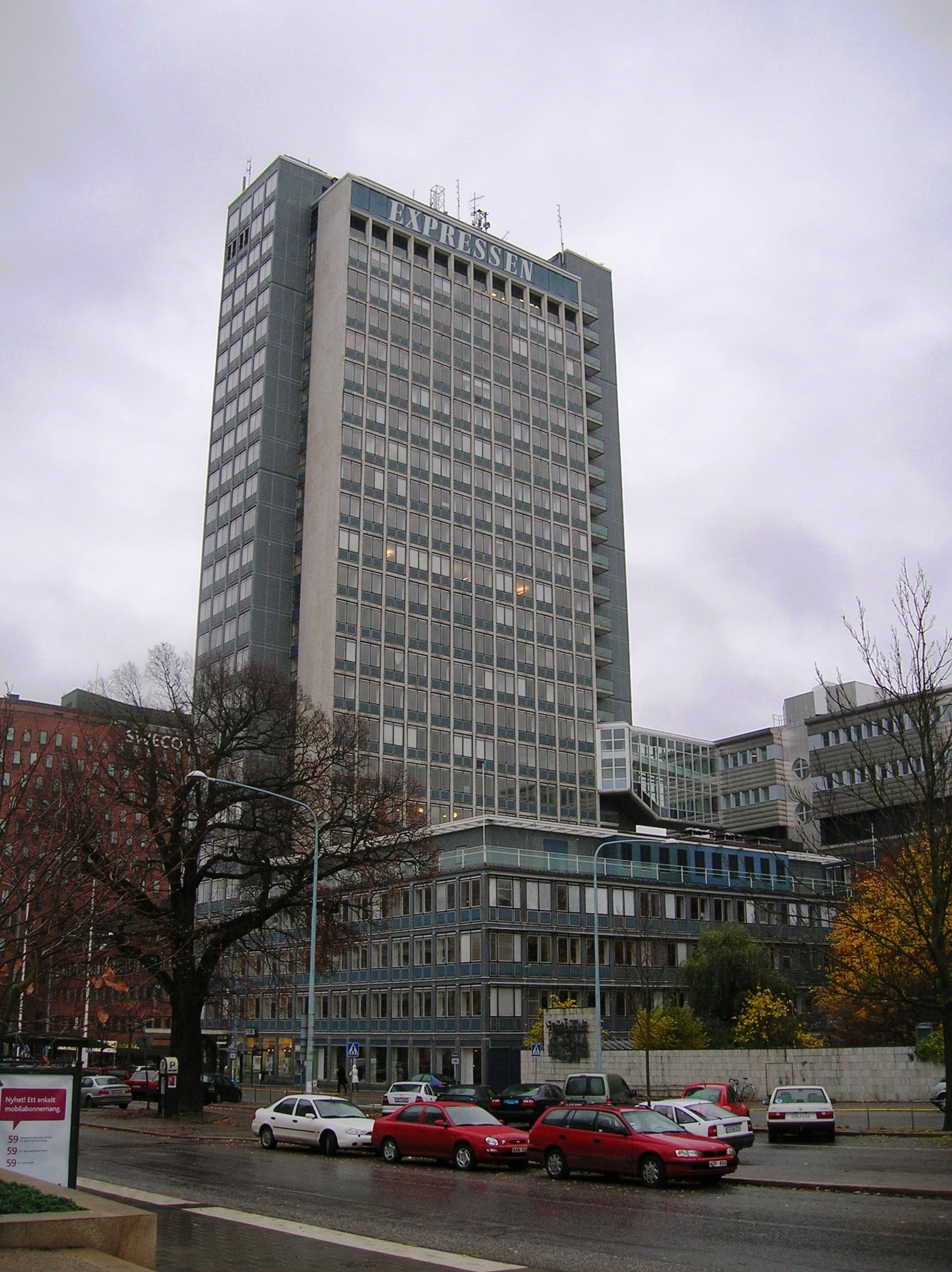
DN-skrapan i Stockholm. Olof Lagercrantz var i femton år DN:s chefredaktör och de elva sista av dessa presiderade han i denna byggnad.